# Herren von Weinsberg

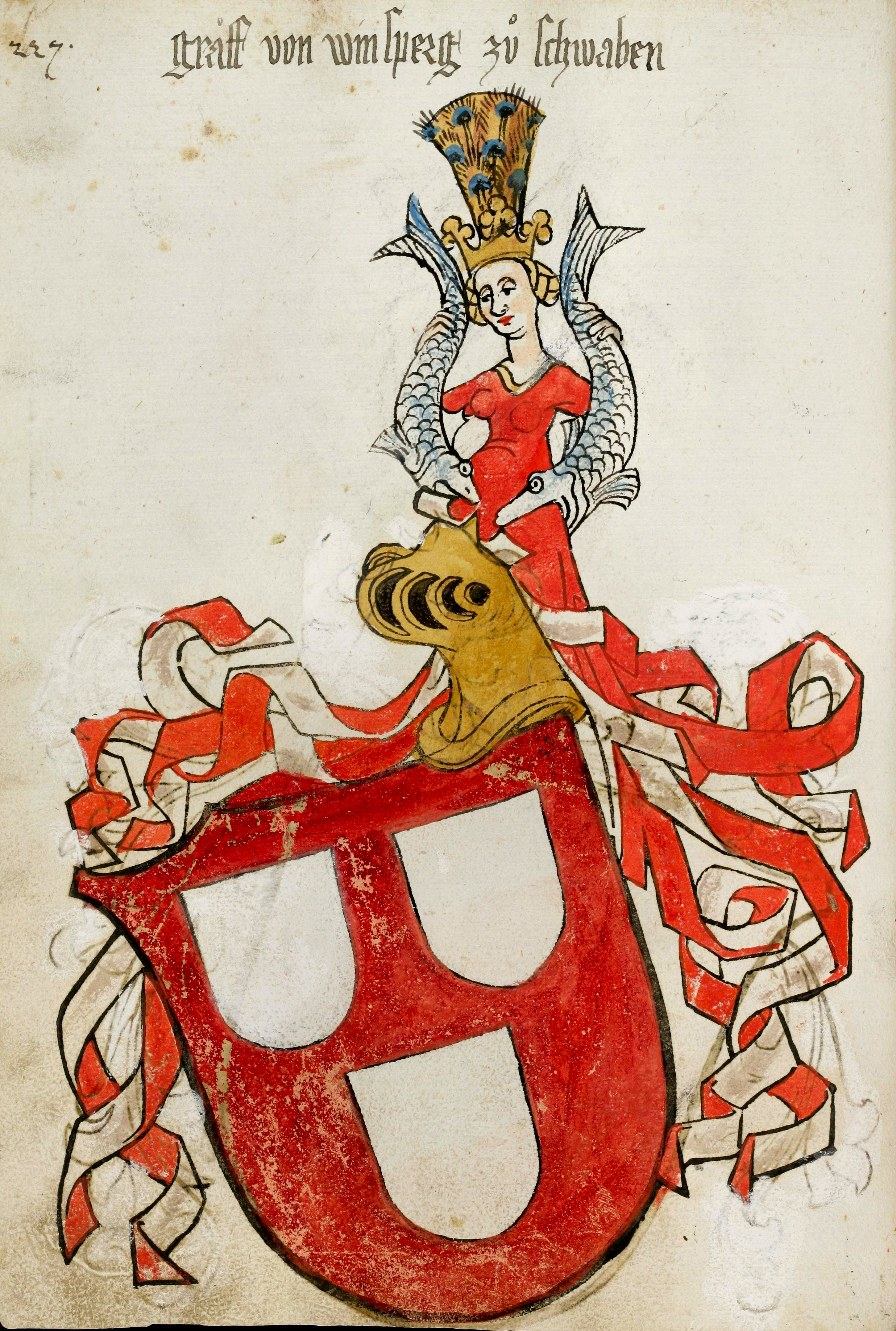
Wappen derer von Weinsberg im Wappenbuch Rösch

Die Herren von Weinsberg waren eine Adelsfamilie, die ab 1130 urkundlich in Erscheinung tritt und bis 1450 auf der Burg Weinsberg (heute: Burgruine Weibertreu) in Weinsberg ansässig war. Ursprünglich edelfreien Standes, traten sie nach 1140 teilweise in staufische Ministerialität und bekleideten höchste Reichsämter wie das des Reichslandvogts oder des Reichserbkämmerers. Ein Konrad von Weinsberg amtierte im späten 14. Jahrhundert als Erzbischof von Mainz. Mitte des 15. Jahrhunderts erlebte die Familie ihren wirtschaftlichen Niedergang und starb um 1507 in männlicher Linie aus.

## Geschichte

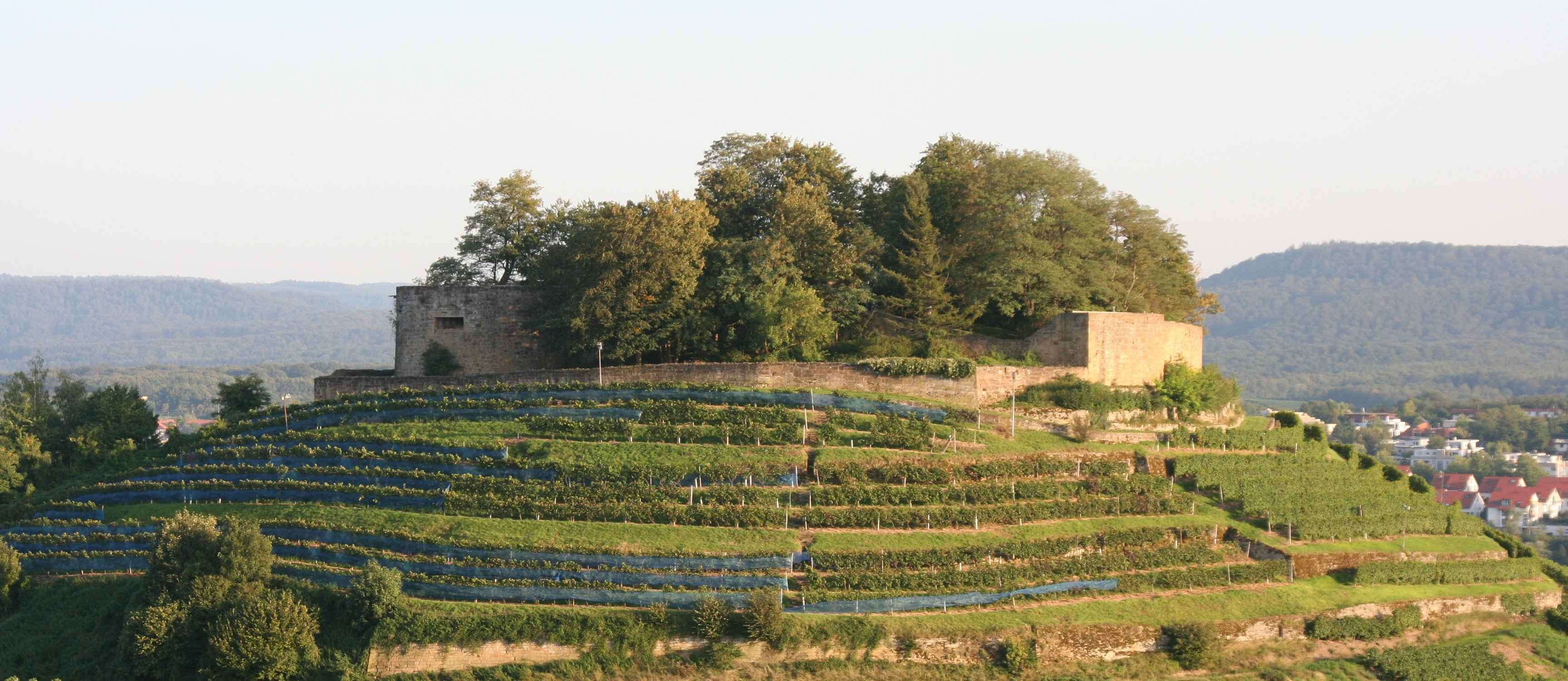
Burgruine Weibertreu in Weinsberg

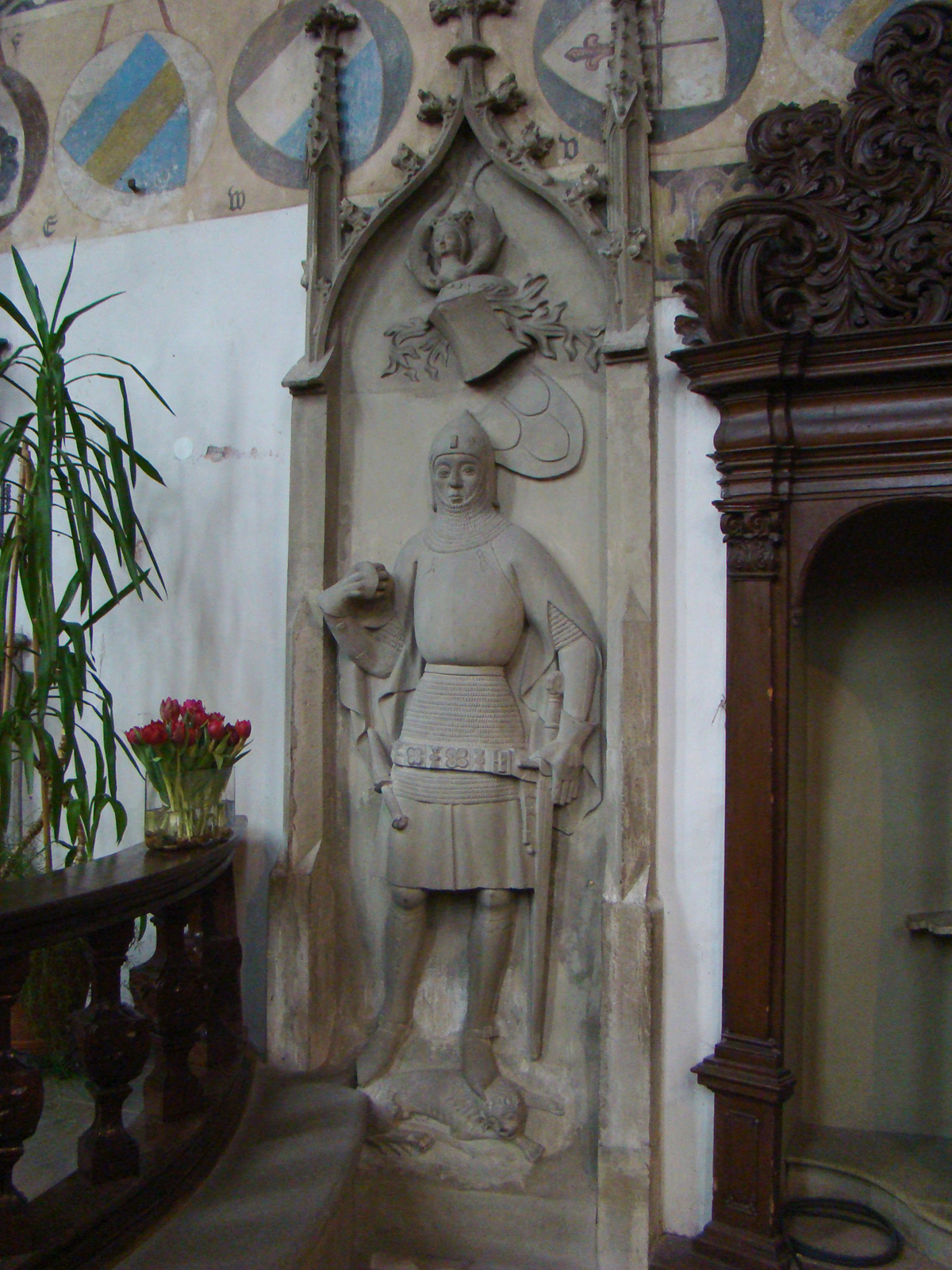
Epitaph für Engelhard VIII. († 1417) in der Dominikanerkirche Wimpfen

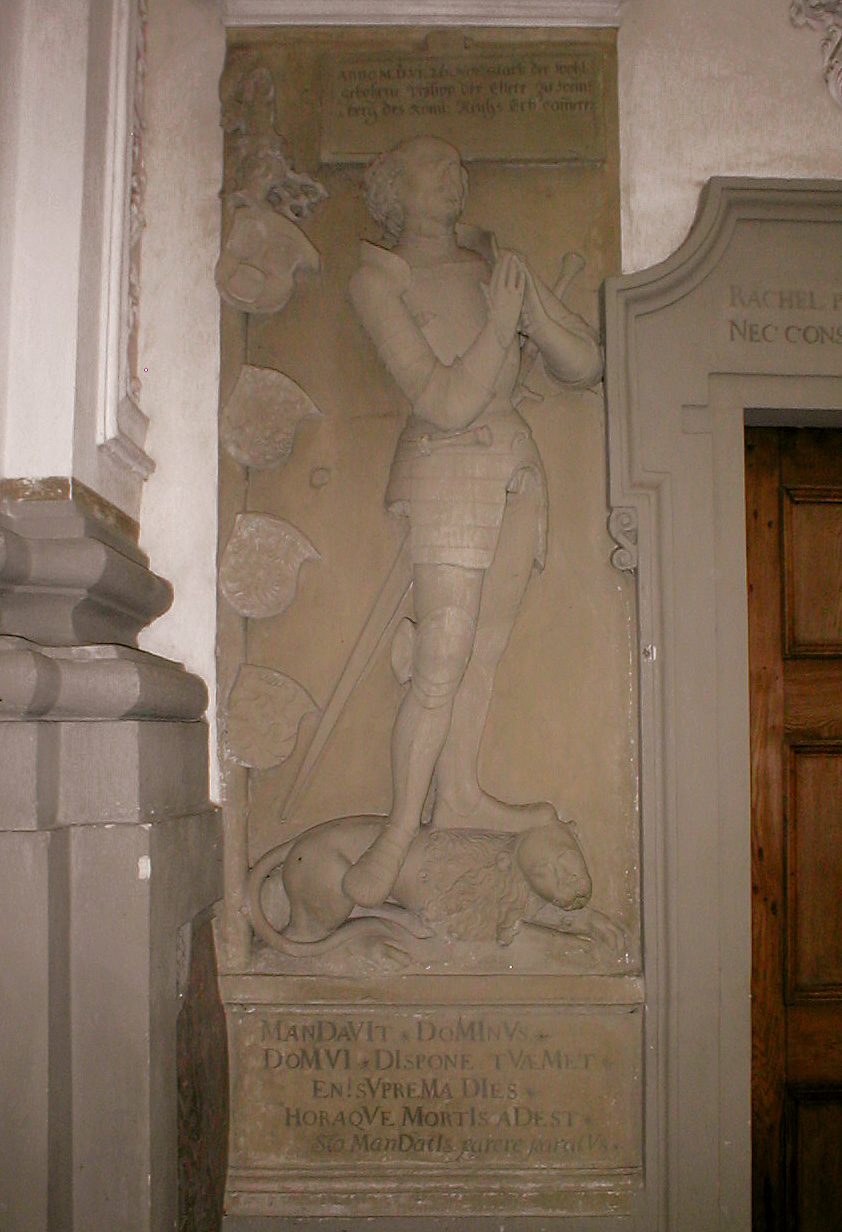
Epitaph für Philipp den Älteren († 1507) im Kloster Schöntal

Nach Forschungsergebnissen von Wolfgang Hartmann handelte es sich bei den 1130 mit Wolfram von Weinsberg ins Licht der Geschichte tretenden edelfreien Herren von Weinsberg um Angehörige des Adelsgeschlechts der Reginbodonen. Engelhard I. von Weinsberg, nach Hartmann ein Sohn Wolframs aus der Ehe mit einer Tochter Graf Engelhards von Lobenhausen, trat infolge der Eroberung der zuvor welfischen Burg Weinsberg durch König Konrad III. 1140 in staufische Ministerialität. Seine Nachkommen erlangten jedoch ihre ursprüngliche Standesqualität weitgehend wieder. Sie führten fast alle die Leitnamen Engelhard oder Konrad, was ihre Unterscheidung in den Quellen schwierig macht.
Wolfram von Weinsberg nannte sich ab 1140 auch nach der von ihm kurz zuvor erbauten Bebenburg. In der Zeugenreihe einer 1149 in Würzburg ausgestellten Urkunde König Konrads III. steht Wolfram von Bebenburg zwischen Rupert von Frohburg und Wolfram von Wertheim. Der nach einer bei Freudenberg am Main lokalisierten Burg (heute Burgstall „Räuberschlösschen“) benannte Frohburger wurde zum Stammvater der Herren von Dürn und war ein ebenfalls von der Burg Weinsberg stammender Bruder des Bebenburgers; die Grafen von Wertheim sind schon länger als Reginbodonen bekannt.
Als weitere Angehörige der frühen, edelfreien Weinsberger sind ein für 1139 belegter Wignand sowie ein Burkard auszumachen. Letzterer ist als Anführer der Weinsberger Burgbesatzung während der Belagerung von 1140 überliefert. Er war somit der bedeutendste Adelige, der bei der Kapitulation der Burg durch die weltberühmte „Treu-Weiber-Begebenheit“ vom 21. Dezember 1140 dem Tod entging. Bekanntlich hatten damals die heute als „Treue Weiber von Weinsberg“ bekannten Frauen ihre Männer vor der Hinrichtung gerettet, indem sie sie auf dem Rücken den Berg hinuntertrugen.
Wie Hartmann rekonstruieren konnte, setzte der Sieger der Schlacht von Weinsberg, König Konrad III., die Weinsberger Burkhard und Rupert am verkehrswichtigen südwestlichen Mainviereck an, wo er durch die 1144 erfolgte Übernahme der Obervogtei des Klosters Amorbach Hoheitsrechte erlangt hatte. Die dort in königlichem Auftrag auf Klosterbesitz von Burkard und Rupert errichteten Burgen Mildenburg und Frohburg bringen mit ihren Namen – so Hartmanns These – die Dankbarkeit der beiden Weinsberger gegenüber dem Stauferkönig zum Ausdruck und rühmen seine Milde.
Wolfram von Weinsberg-Bebenburg, der 1140 aus der Seite des Staufers gestanden hatte, stiftete im Jahr 1153 das später Schöntal genannte Kloster an der Jagst, wobei er sich in den seine Gründung betreffenden Urkunden nach der Bebenburg nannte, offensichtlich deshalb, weil diese sein freieigener (allodialer) Besitz war, während die Burg Weinsberg seit Ende des Jahres 1140 unter staufischer Lehenshoheit stand. Der Umstand, dass sich Wolfram 1146, 1147 und 1160 auch nach der Burg Weinsberg nannte, lässt erkennen, dass ihm König Konrad hier wieder einen Wohnsitz eingeräumt hatte.
Ein 1147 und 1150 nach der Burg benannter Tibert fungierte dort offensichtlich als mit Baumaßnahmen beauftragter Statthalter des Königs, in dessen Dienst er (als Kämmerer) bereits für 1138 belegt ist. Eine genealogische Verbindung des wohl auf der Burg Lindach beheimateten Tibert mit Engelhard I. von Weinsberg, wie sie schon vermutet wurde, gilt als sehr unwahrscheinlich.
Der Aufstieg der Weinsberger ist mit dem Ausbau der staufischen Anlagen im mittleren Neckarraum verbunden. Sie besaßen ursprünglich viele Güter in der sich neben der neugegründeten Pfalz Wimpfen entwickelnden Bergstadt und wurden von den Staufern mit verschiedenen Verwaltungsaufgaben betraut und mit Lehen aus den Reichsgütern versorgt. In der Nähe der Burg Weinsberg errichteten sie im 13. Jahrhundert oberhalb von Neckarsulm, wo sie als Kämmerer eingesetzt worden waren, eine weitere Burg auf dem Scheuerberg. Auf dem Höhepunkt ihrer Macht besaßen die Weinsberger neben der Hälfte der Stadt Weinsberg etliche Orte in deren Umgebung und auch im weiteren süddeutschen Raum. Außerdem wurden ihnen von den Staufern und auch noch nach dem Interregnum von weiteren Königen verschiedene Wildbänne übertragen.
Im unteren Neckarraum gingen die Weinsberger mit den Grafen von Katzenelnbogen einen Interessenausgleich ein, indem sich Konrad III. von Weinsberg 1268 mit Elisabeth von Katzenelnbogen, Tochter Diethers V. von Katzenelnbogen, vermählte. Im frühen 14. Jahrhundert kamen die Weinsberger dadurch auch in den Besitz der vorher von den Katzenelnbogenern verwalteten Reichspfänder in Neckargemünd und Eberbach.
Konrad IV. von Weinsberg († 1323) war Reichslandvogt im Reichskrieg und erzielte den Sieg des Reichs gegen den württembergischen Grafen Eberhard. Nach seinem Tod wurde das Gebiet der Weinsberger Herrschaft im Jahr 1325 innerhalb der Familie geteilt, wodurch sich zwei ungefähr gleiche Teile mit den Verwaltungsmittelpunkten Weinsberg und Scheuerberg ergaben. 1335 verkaufte Engelhard VII. von Weinsberg die Herrschaft Scheuerberg mit der dortigen Burg an Erzbischof Balduin von Trier.
Weitere bedeutende Vertreter der Familie sind ein Konrad, der als Konrad II. von Weinsberg 1390–1396 Mainzer Erzbischof war, sowie die Reichserbkämmerer Engelhard VIII. von Weinsberg († 1417), der das Grundstück der Dominikanerkirche in Wimpfen (ein früherer Hochgerichtsplatz) gestiftet hat, und Konrad IX. von Weinsberg (* um 1370; † 1448), der 1439 von Albrecht II. zum Protektor des Konzils von Basel berufen wurde. Beide Funktionen sowie Konrads Streitereien mit der Stadt Weinsberg um deren Status ruinierten die Finanzen der Weinsberger dermaßen, dass Konrads Erben zwei Jahre nach seinem Tod die Burg Weinsberg und alle ihnen noch gehörenden Orte im Amt Weinsberg mit allen Rechten an die Kurpfalz verkaufen mussten. Konrads Söhne, beide mit Namen Philipp, zogen sich in ihre letzte Besitzung zurück, die Herrschaft Reichelsburg, die neben der Reichelsburg in Baldersheim (heute zu Aub gehörig) unter anderem noch die Hälfte der Stadt Aub umfasste. Mit dem Tod des jüngeren Philipp (nach dem 28. Mai 1507) erloschen die Herren von Weinsberg im Mannesstamm.
Auf das Amt des Reichserbkämmerers, das von Konrad auf Philipp den Älteren übergegangen war, erhielten die Grafen von Hohenzollern 1504 von Kurfürst Joachim von Brandenburg eine Anwartschaft. Philipp schloss 1505 mit Graf Eitelfriedrich zu Zoller einen Vertrag über beiderseitige Belehnung mit dem Reichsamt, dem Kurfürst Joachim zustimmte. 1507, nach dem Tode Philipps, wurde Eitelfriedrich definitiv mit dem Amt belehnt.
Das Archiv der Herren von Weinsberg fiel nach ihrem Aussterben aufgrund einer am 23. Juni 1400 geschlossenen Erbverbrüderung an die Grafen von Hohenlohe. Es befindet sich heute im Hohenlohe-Zentralarchiv in Neuenstein.

## Wappen

Wappen der Herren von Weinsberg

Als Wappen führten die Herren von Weinsberg drei silberne Schilde (2:1) in rotem Feld; ihre Farben waren Rot-Weiß. Sie führten verschiedene Helmkleinode:
1. zwei rote Schirmbretter, außen mit silbernen Lindenblättern besteckt
2. zwei gestürzte silberne (oder silber-rote, so im Speyerschen Lehenbuch) Fische
3. einen Jungfrauenrumpf, der an jeder Brust einen Fisch hat, die entweder in die Brust beißen oder von den Armen der Jungfrau gehalten werden. Der Jungfrauenrumpf ist teils gekrönt und kommt wie auch die Fische in verschiedenen Farben vor. Mögliche Varianten:
  1. gekrönt, Kleidung von Silber und Rot gespalten, die Fische in verwechselten Farben
  2. ungekrönt, Kleidung von Rot und Silber gespalten, die in die Brust beißenden Fische rot-silber (älteres Lehenbuch der Kurpfalz)
  3. gekrönt, rot bekleidet, Fische silber (Ingeramsches Wappenbuch)
  4. mit goldener Krone, die mit einem Pfauenspiegel besteckt ist, rot bekleidet, die Arme der Jungfrau halten silberne Fische (Hackenbergscher Teil des Codex Cotta)
  5. auf gekröntem Helm, Fische golden, seitwärts von dem Rumpf stecken zwei Fahnen an goldenen Stangen, die rechte ist mit Spitzen silber-schwarz geteilt, die linke enthält in blau ein grünes Szepter als Abzeichen der Kämmererwürde; rot-silberne Helmdecken (Grünenbergsches Wappenbuch)
  6. gekrönt, Fische silber-rot, in der Krone stecken zwei Fahnen an goldenen Stangen, die rechte ist mit Spitzen silber-schwarz geteilt, die linke enthält in Blau ein grünes Szepter als Abzeichen der Kämmererwürde (Bayhartsches Wappenbuch)[8]

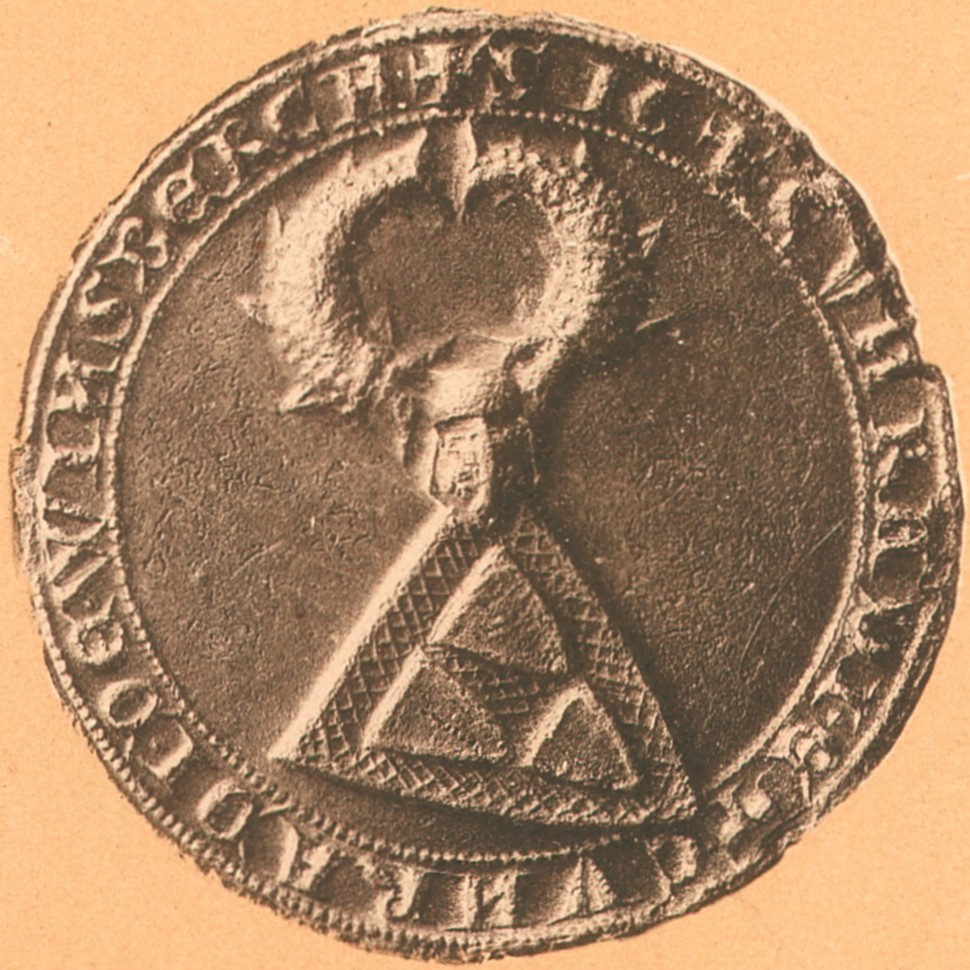
Siegel Konrads von Weinsberg, 1284
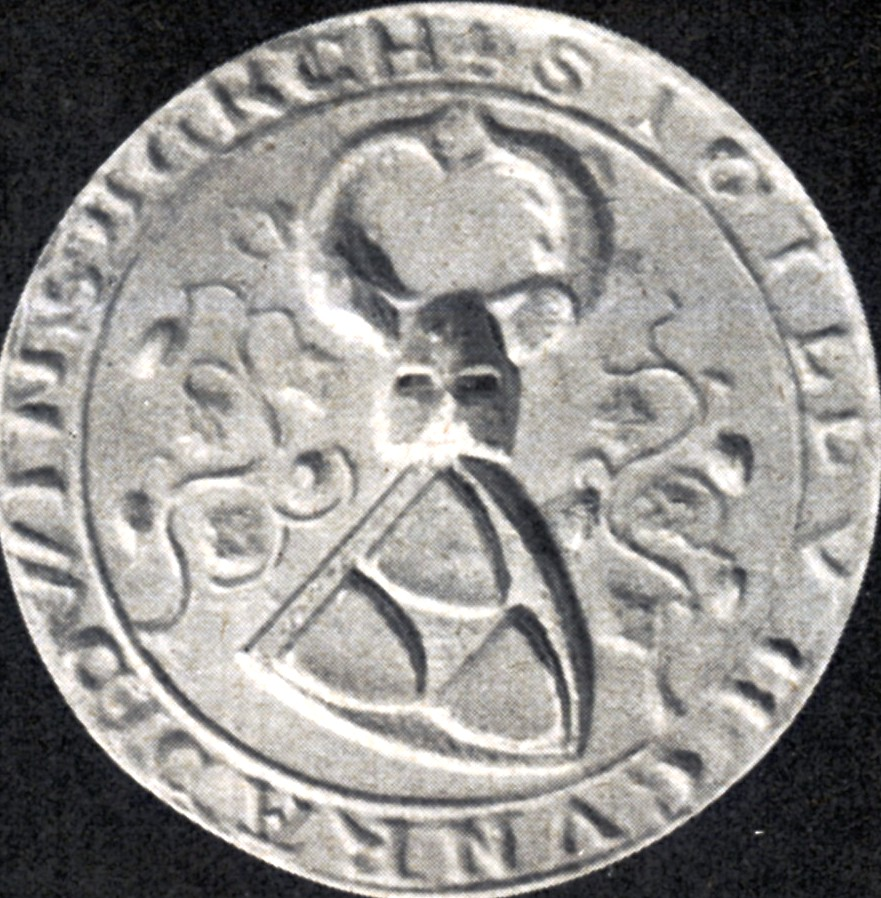
Siegel Konrads von Weinsberg, 15. Jahrhundert
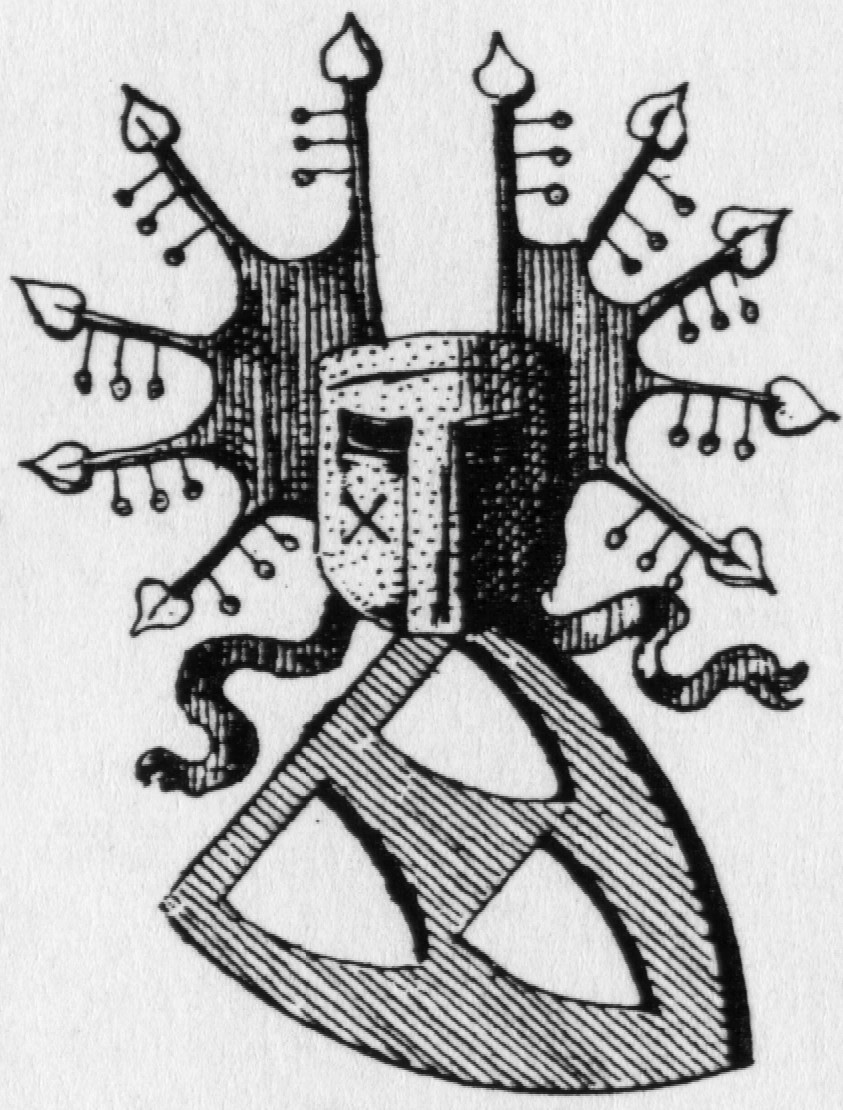
Wappenabbildung aus dem Neuen Siebmacher
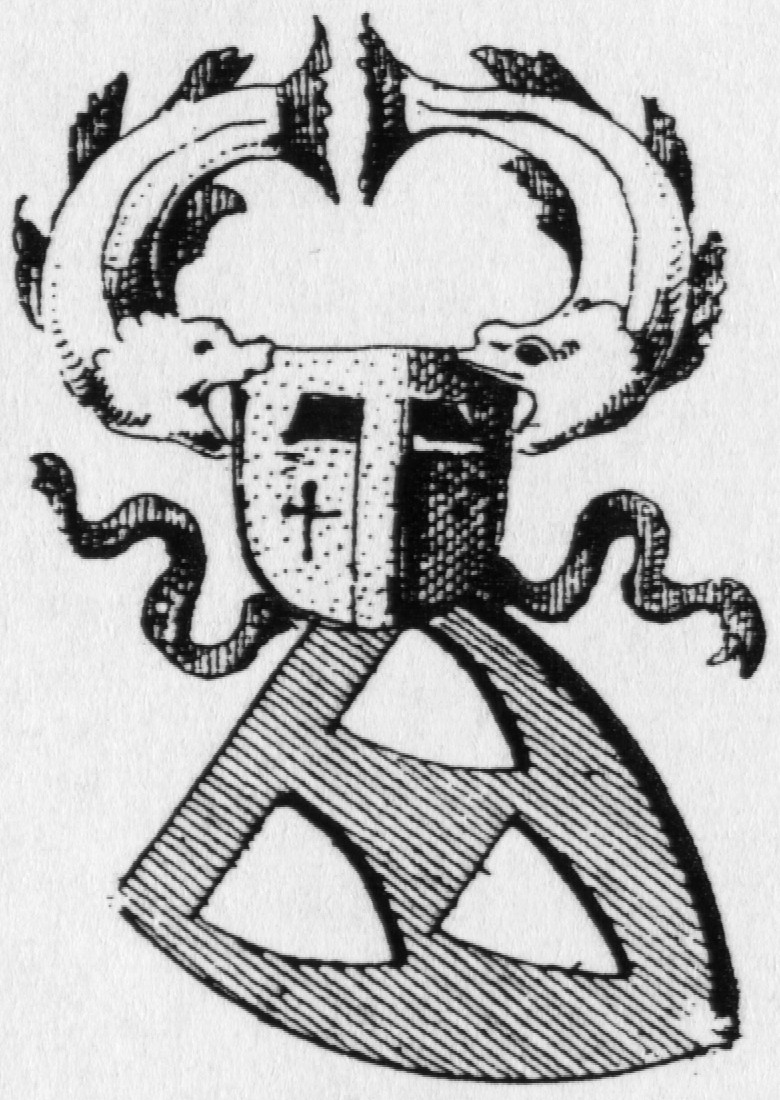
Wappenabbildung aus dem Neuen Siebmacher
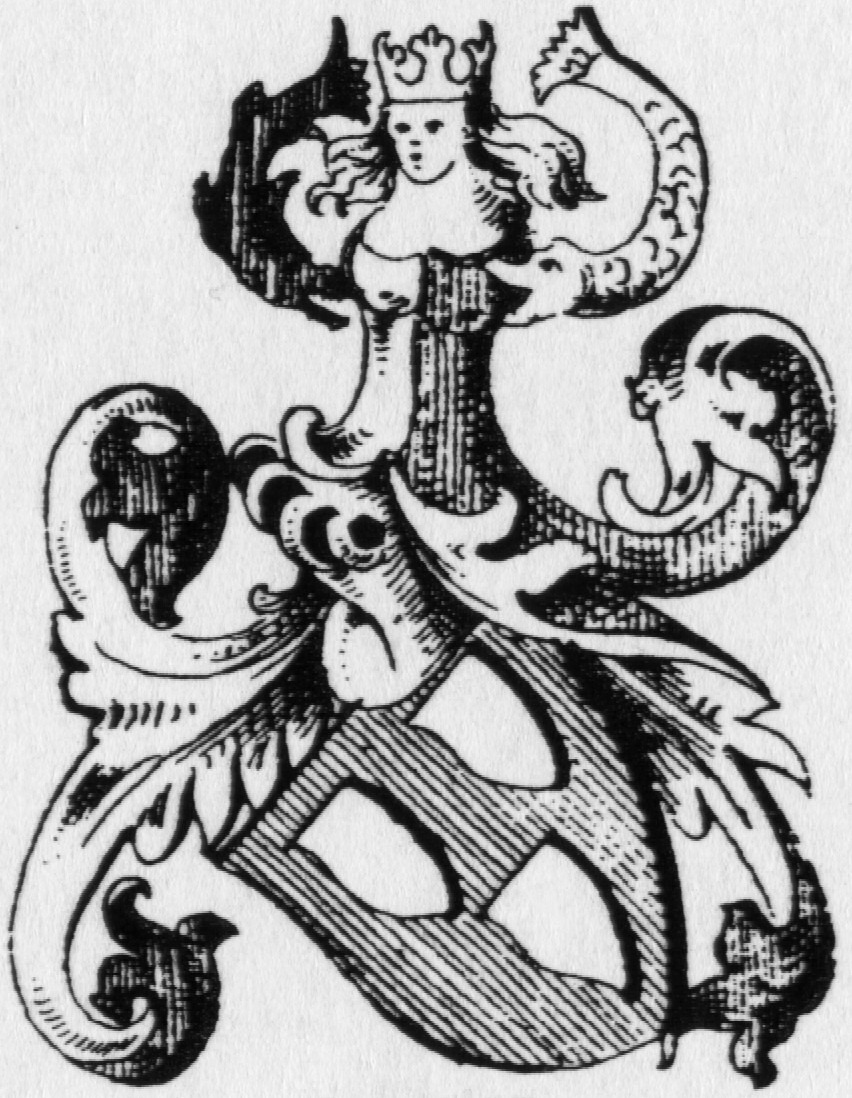
Wappenabbildung aus dem Neuen Siebmacher
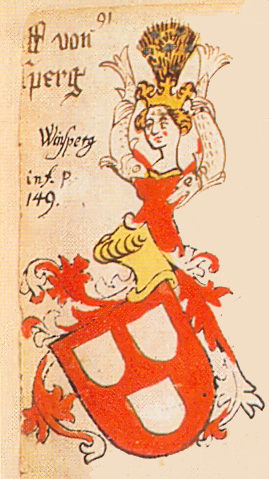
Wappenabbildung aus dem Ingeram-Codex
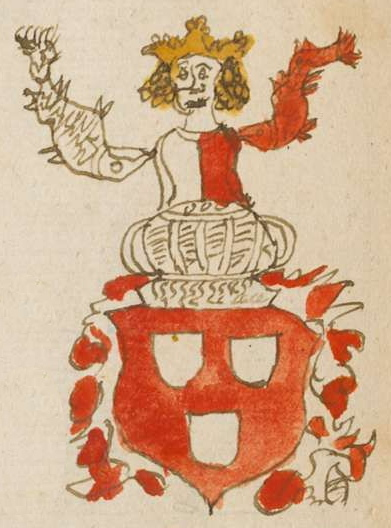
Wappenabbildung aus einem Wappenbuch des 16. Jahrhunderts
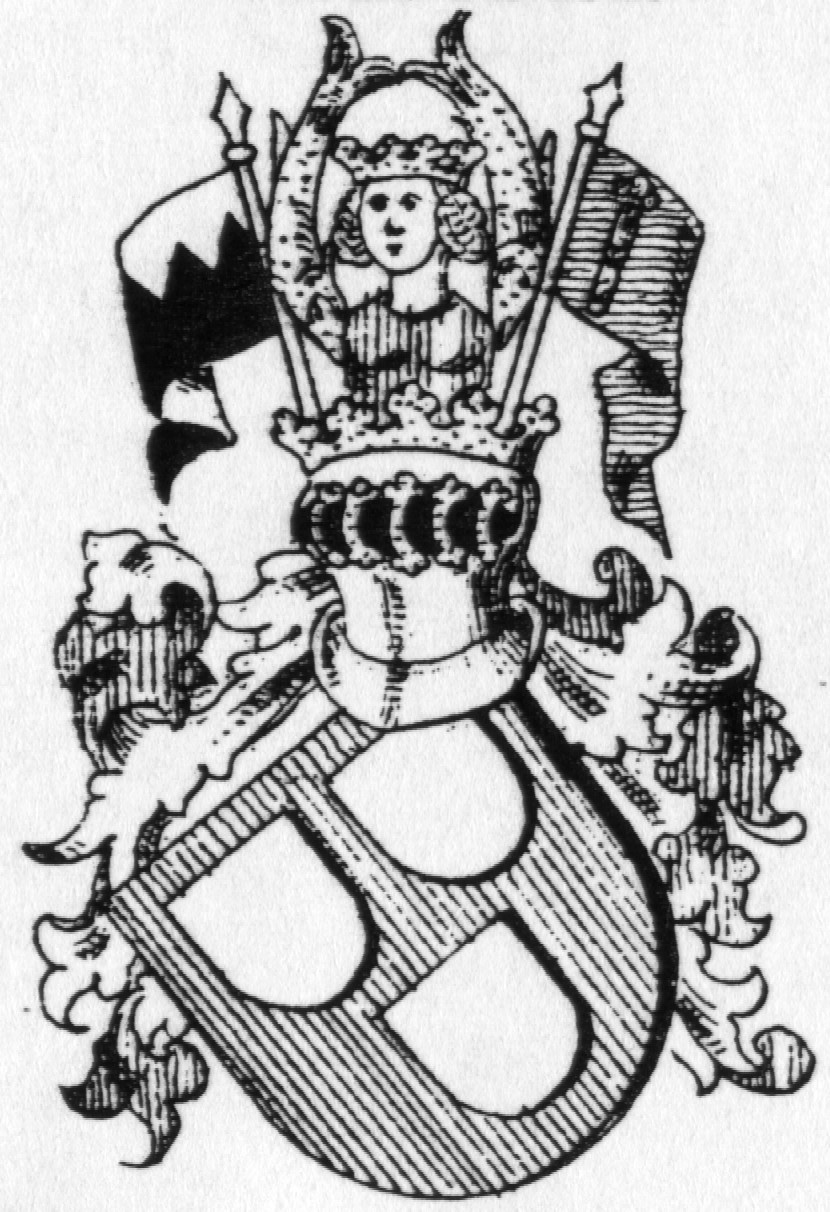
Wappenabbildung aus dem Neuen Siebmacher

Das Wappen erscheint auch an Bauwerken, die Verbindungen zu den Weinsbergern haben.

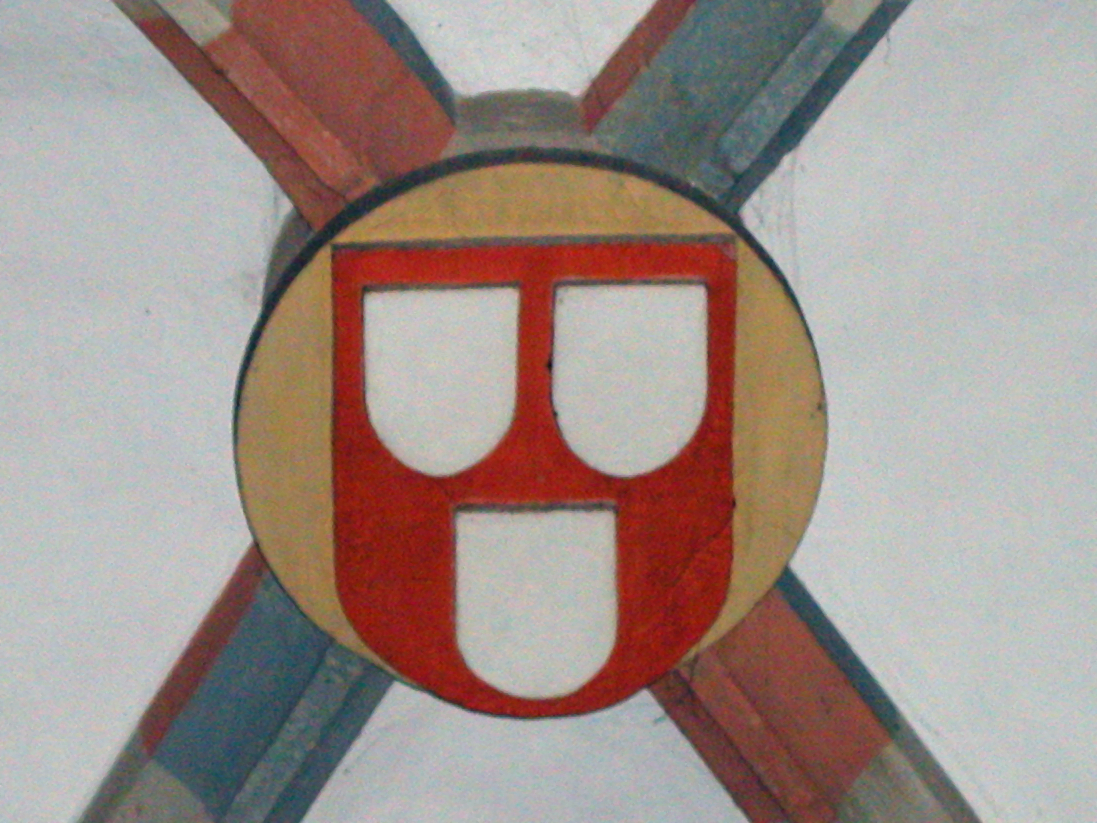
Schlussstein in der Weikersheimer Stadtkirche
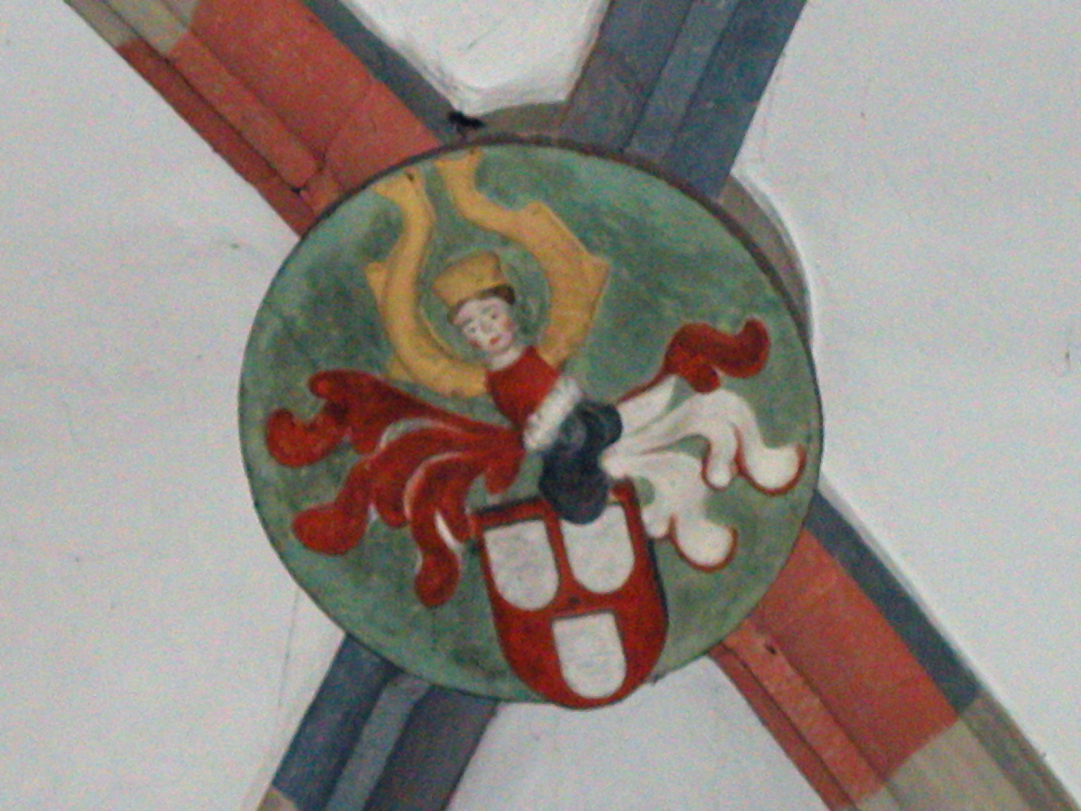
Schlussstein in der Weikersheimer Stadtkirche
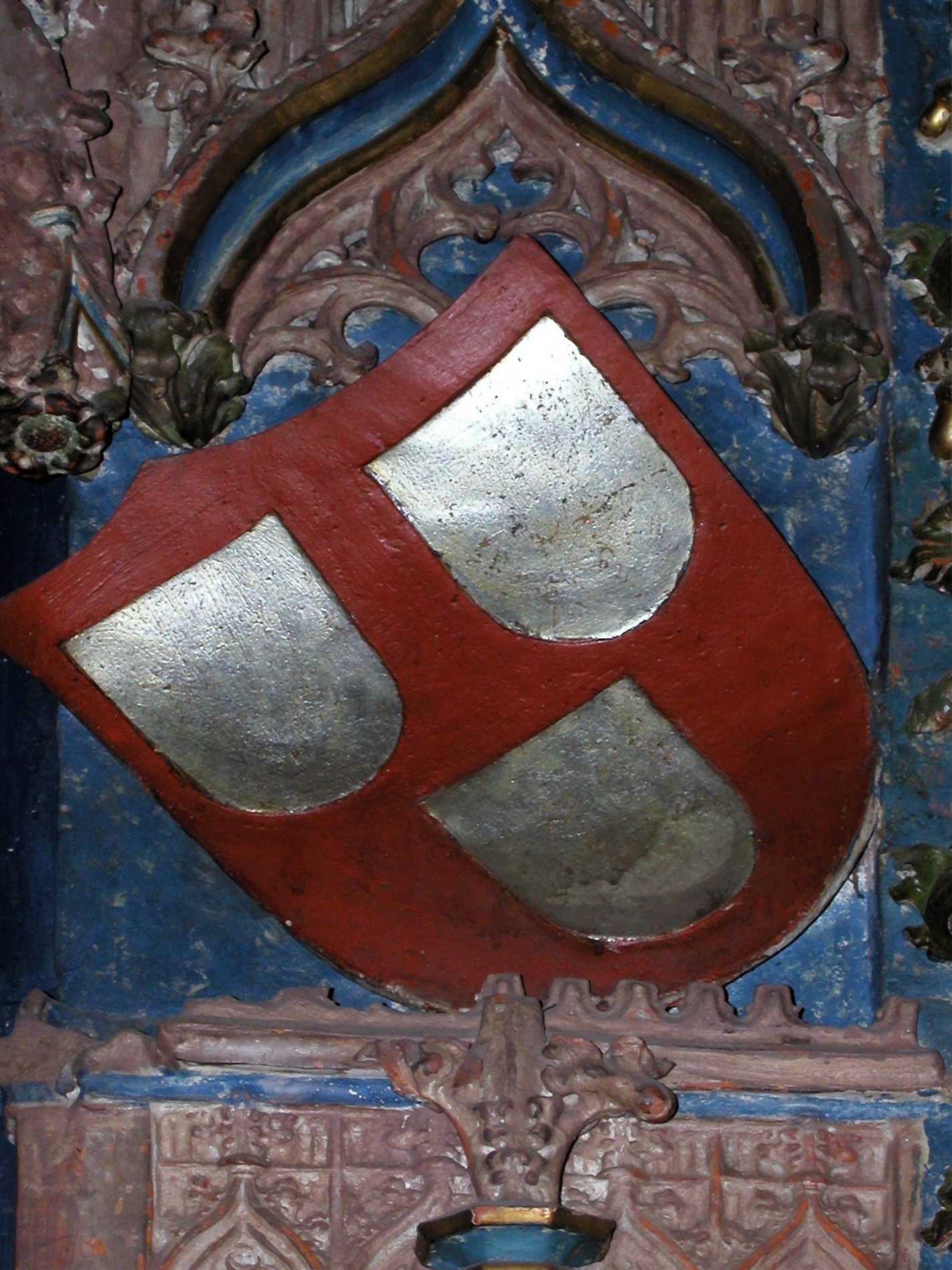
Wappen am Kindergrabmal des „Prinzle“ (Heinrich von Sachsen-Lauenburg) von 1437 in der Weikersheimer Stadtkirche

Das Wappen der Herren von Weinsberg wurde in späterer Zeit Element der Gemeindewappen der Orte Hößlinsülz und Unterrot, die zeitweise in ihrem Besitz gewesen waren.

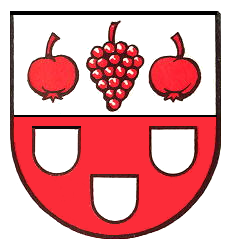
Wappen von Hößlinsülz
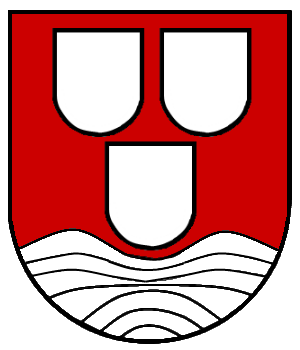
Wappen von Unterrot

## Verbindungen zu anderen Adelsfamilien
Konrad I. von Weinsberg (urkundlich von 1215–1235) war mit Luitgard, einer Tochter Walters Schenk von Limpurg verheiratet.

## Sonstige „von Weinsberg“
Eine Verbindung des Kölner Ratsherren Hermann (von) Weinsberg (1518–1597) zu den Herren von Weinsberg und zur Stadt Weinsberg besteht nicht. Er selber behauptet es zwar (Eintrag in seinem „Hausbuch“ vom 8. Dezember 1565), seine Voreltern stammen jedoch aus Schwelm in Westfalen.